# (38064) 1999 FZ10
1999 FZ10 (asteroide 38064) é um asteroide da cintura principal. Possui uma excentricidade de 0.19294700 e uma inclinação de 5.21896º.
Este asteroide foi descoberto no dia 17 de março de 1999 por Spacewatch em Kitt Peak.